# John Shirley-Quirk
John Stanton Shirley-Quirk (CBE; Liverpool, 28 agosto 1931 – Bath, 7 aprile 2014) è stato un basso-baritono inglese.
Membro dell'English Opera Group nel 1964-76, ha eseguito la prima di diversi lavori lirici e vocali di Benjamin Britten, registrando questi ed altri lavori sotto la direzione del compositore. Ha anche cantato e registrato una vasta gamma di opere di altri compositori, da Händel a Čajkovskij a Henze.

## Biografia
Shirley-Quirk nacque a Liverpool e cantava nel coro della Holt High School (oggi Childwall Sports & Science Academy). Suonava il violino e ricevette una borsa di studio. Mentre studiava chimica e fisica all'Università di Liverpool, studiò canto con Austen Carnegie. Shirley-Quirk è stato docente di chimica all'Acton Technical College fino al 1957 e ha svolto un ruolo negli eventi che hanno portato alla formazione della Brunel University. In quel periodo riprende gli studi di canto con Roy Henderson. Secondo Imogen Holst, fu durante questo periodo mentre "si guadagnava da vivere come maestro di scuola" che Shirley-Quirk si unì ai Purcell Singers, esibendosi al Festival di Aldeburgh. È stato anche impiegato laico presso la Cattedrale di San Paolo, Londra 1961-1962.
Nel 1961 Shirley-Quirk fu il sostituto per il ruolo di Gregor Mittenhofer nella prima britannica di Elegy for Young Lovers di Henze al Festival di Glyndebourne e l'anno successivo fece il suo debutto operistico in Pelléas et Mélisande di Debussy come il Dottore. Nel 1963 prende parte come solista all'Oratorio di Natale di Bach a Ipswich, al quale partecipa Benjamin Britten, che si presenta. Shirley-Quirk si unì successivamente all'EOG (English Opera Group) di Britten nel 1964. Il suo primo ruolo con l'EOG fu quello di creare la parte del traghettatore in Curlew River, seguito dalle prime esibizioni di Canticle IV: Journey of the Magi. Con l'EOG debuttò al Covent Garden nel 1973, creando i molteplici ruoli scritti appositamente per lui in Morte a Venezia, in cui appare come vari antagonisti del personaggio di Gustav von Aschenbach. Debuttò al Metropolitan Opera di New York in quello stesso ruolo l'anno successivo. Fu sempre nel 1974 che cantò nell'Last Night of the Proms in Belshazzar's Feast di William Walton.
Con la Scottish Opera ha cantato i ruoli tra gli altri del Conte Almaviva, Don Giovanni, Don Alfonso, Mittenhofer (1970, Festival di Edimburgo), Eugene Onegin e Golaud. Ha creato il ruolo di Gil-Martin in Confessions of a Justified Sinner (1976) di Thomas Wilson.
Nell'ampio repertorio di concerti di Shirley-Quirk, è stato particolarmente notato come un eccellente interprete di Friar Lawrence nel Roméo et Juliette di Berlioz, e negli assoli nelle Passioni di Bach, gli Oratori di Handel, La Creazione e Le stagioni di Haydn, Ein deutsches Requiem di Brahms, Il sogno di Geronte di Elgar (che registrò sotto la direzione di Britten) e The Vision of St Augustine di Tippett (che ha registrato sotto la direzione del compositore nel 1971). Nel 1977 Shirley-Quirk creò il ruolo di Lev in The Ice Break di Tippett al Covent Garden. Si distinse anche come interprete intelligente e simpatico di lieder, melodie e canzoni inglesi.
La vasta discografia di Shirley-Quirk include molti dei lavori di Britten e la Sinfonia n. 8 di Mahler sotto Sir Georg Solti per la Decca e le opere vocali di Vaughan Williams sotto Sir David Willcocks e il coro del King's College, Cambridge per la EMI. Cantò anche nella prima registrazione del Requiem di Delius nel 1968, con Meredith Davies, subito dopo una rara esibizione dal vivo (solo la quinta esecuzione del lavoro in 62 anni) all'Albert Hall con le stesse forze. Tra le sue prime registraziodella Saga of British songs c'è la prima versione completa (incluso l'Epilogue) di Songs of Travel di Vaughan Williams.
La sua arte vocale era nota per la sua qualità "autorevole ma riccamente comunicativa", mentre il dono per i dettagli musicali e verbali di un cantante Lieder naturale e la "levigatezza di teak oliato" della sua voce portava gli ascoltatori "a profonde profondità interpretative".
Shirley-Quirk fu nominato direttore artistico associato del Festival di Aldeburgh nel 1982. Dal 1991 è stato membro della facoltà del Peabody Conservatory of Music di Baltimora, MD.

## Vita privata
Nel 1975 Shirley-Quirk è stato nominato Commendatore dell'Ordine dell'Impero Britannico (CBE).
Shirley-Quirk era sposato con Patricia ("Pat") Hastie, morta nel 1981, poi con l'oboista Sara Watkins, morta nel 1997. Nel 2009 sposò la violoncellista Teresa Perez. Morì di cancro all'età di 82 anni a Bath il 7 aprile 2014.